# Alain Bonnot
Pour les articles homonymes, voir Bonnot.
Alain Bonnot est un réalisateur et scénariste français de cinéma et de télévision
né le 10 octobre 1944 à Loudun.

## Biographie
Alain Bonnot a été assistant réalisateur, notamment en 1971 sur Mourir d'aimer d'André Cayatte. Réalisateur de deux longs métrages au début des années 1980, il a ensuite travaillé pour la télévision. Il a tourné des épisodes de Madame le Proviseur, Julie Lescaut, Une femme d'honneur et Les Cordier, juge et flic. 
On lui doit également un téléfilm en deux épisodes, adaptation du roman autobiographique d'Émilie Carles, Une soupe aux herbes sauvages.

## Filmographie

### Assistant réalisateur
- 1969 : La Folle de Chaillot (The Madwoman of Chaillot) de Bryan Forbes
- 1970 : Le Conformiste de Bernardo Bertolucci
- 1970 : And Soon the Darkness de Robert Fuest
- 1971 : Mourir d'aimer d'André Cayatte
- 1972 : Chacal (The day of the Jackal) de Fred Zinnemann
- 1973 : Il n'y a pas de fumée sans feu d'André Cayatte
- 1974 : Le Protecteur, de Roger Hanin
- 1974 : Verdict d'André Cayatte
- 1977 : Plus ça va, moins ça va de Michel Vianey
- 1977 : Julia de Fred Zinnemann
- 1978 : Le Dernier Amant romantique de Just Jaeckin
- 1978 : Lady Oscar de Jacques Demy
- 1981 : La Gueule du loup de Michel Léviant

### Acteur
- 1981 : La Gueule du loup de Michel Léviant
- 1982 : Les Nouvelles Brigades du Tigre de Victor Vicas, épisode Made in USA de Victor Vicas
- 1989 : Haute tension, épisode : Eaux troubles d'Alain Bonnot

### Scénariste-dialoguiste
- 1975 : La Soupe froide de Robert Pouret

### Réalisateur

#### Cinéma
- 1981 : Une sale affaire avec Victor Lanoux, Marlène Jobert et Patrick Bouchitey
- 1984 : Liste Noire avec Annie Girardot et François Marthouret

#### Télévision
- 2000 - 2003 : Madame le Proviseur
  - La petite Malgache
  - Mon meilleur ennemi
  - Profs.com
  - La cicatrice
  - La Corde raide
- 2000 : Une femme d'honneur
  - Mort clinique
  - La femme battue
- 1998 : Un père inattendu
- 1998 : Joséphine, ange gardien, épisode : L'enfant oublié
- 1997 : Le Surdoué
- 1997 : Une soupe aux herbes sauvages
- 1996 : Adrien Lesage : Un week-end en Bourgogne
- 1995 - 1996 : Julie Lescaut
  - Propagande noire
  - Bizutage
- 1993 : La Treizième voiture + scénario
- 1992 - 1994 : Les Cordier, juge et flic
  - Peinture au pistolet
  - L'assassin des beaux quartiers
  - L'argent des passes
  - 36 15 Pretty Doll
  - Combinaison Mortelle + scénario
  - La Voix du sang
- 1992 : Bonne chance Frenchie + scénario
- 1990 : La Mort a dit peut-être
- 1989 : Ray Bradbury présente, épisode : L'Homme du second
  - Haute tension, épisode : Eaux troubles
- 1988 : Sueurs froides : Un cœur de pierre